# Venanson
Venanson é uma comuna francesa na região administrativa da Provença-Alpes-Costa Azul, no departamento Alpes Marítimos. Estende-se por uma área de 17,98 km², com 123 habitantes, segundo os censos de 1999, com uma densidade de 6 hab/km².